# Dreiecknetzpapier

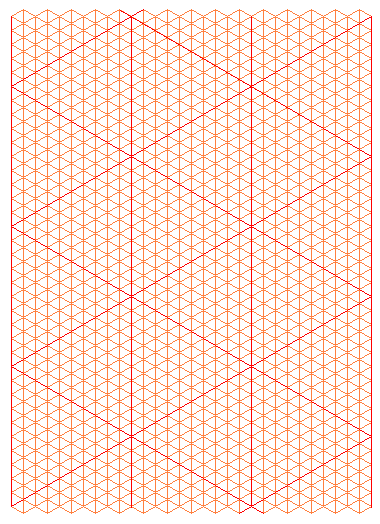
Unbemaltes Dreiecknetzpapier

Dreiecknetzpapier (auch Isometriepapier) gehört zu den mathematischen Papieren und ist mit einem dreieckigen Koordinatennetz (gleichseitige Dreiecke) versehen.
Es ermöglicht zum Beispiel das einfache Zeichnen von Gegenständen in einer isometrischen Perspektive, weshalb man es auch als Isometriepapier bezeichnet.